# Lamelligomphus ringens
Lamelligomphus ringens is een echte libel (Anisoptera) uit de familie van de rombouten (Gomphidae).
De soort staat op de Rode Lijst van de IUCN als niet bedreigd, beoordelingsjaar 2007, de trend van de populatie is volgens de IUCN stabiel.
De wetenschappelijke naam van de soort werd in 1930 als Onychogomphus ringens gepubliceerd door James George Needham.

## Synoniemen
- Onychogomphus ridens Needham, 1930